# リンゼイ・フロスト
リンゼイ・フロスト（Lindsay Frost, 1962年6月4日 - ）は、アメリカ合衆国出身の女優である。

## 人物
息子はメジャーリーガーのルーカス・ジオリト。

## 出演作品

### テレビ
- WITHOUT A TRACE/FBI 失踪者を追え!
- SHARK カリスマ敏腕検察官
- ザ・ユニット　米軍極秘部隊
- 女検死医ジョーダン
- ボストン・リーガル
- LOST
- CSI:マイアミ
- CSI:科学捜査班
- ハイ・インシデント/警察ファイルJ
- FBI特別捜査官

### 映画
- ザ・リング（ルース・エンブリー）
- コラテラル・ダメージ
- ロサンゼルス大地震／完全版
- ファイヤーインフェルノ
- オプ・センター
- モノリス
- 愛と追憶の大地
- シンシア・ギブの あの頃に恋して
- 真実の追跡者
- ロサンゼルス大地震(1990)（英語版）
- ゾンビ・コップ